# Mariano Delogu
Mariano Delogu (Borore, 28 settembre 1933 – Cagliari, 27 luglio 2016) è stato un politico e dirigente sportivo italiano, senatore del Popolo della Libertà.

## Biografia
Laureato in giurisprudenza, svolse la professione di avvocato e di giornalista pubblicista.
Nel settore calcistico, è stato presidente del Cagliari Calcio dal 1976 al 1981, consigliere nazionale della Federazione Italiana Giuoco Calcio e componente del Jurì d'Appel dell'UEFA.

### Carriera politica

Delogu negli anni 1980

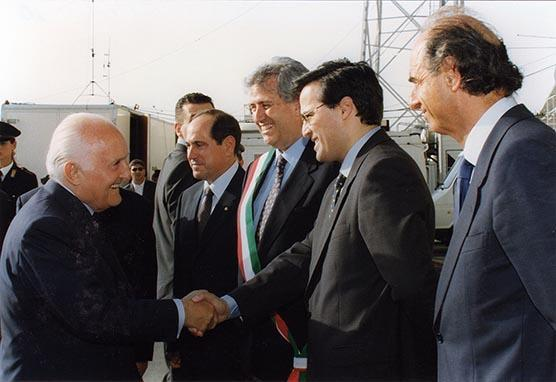
Delogu in fascia tricolore da sindaco di Cagliari nel luglio 1997 accoglie il presidente della Repubblica italiana Oscar Luigi Scalfaro assieme a Nicola Scano, presidente della provincia di Cagliari e al presidente del CONI Mario Pescante alla cerimonia d'apertura dei XXIX Giochi della Gioventù allo Stadio Sant'Elia di Cagliari.

Fu eletto sindaco di Cagliari nel 1994 e nel 1998, dimettendosi nel 2001 in concomitanza con l'elezione a senatore per Alleanza Nazionale. Nella XIV legislatura è stato membro della 7ª Commissione permanente (Istruzione pubblica, beni culturali) e della 14ª Commissione permanente (Politiche dell'Unione europea).
Confermato senatore in occasione delle elezioni del 2006 del 2008, è stato membro della 7ª Commissione permanente (Istruzione pubblica, beni culturali) nella XV e nella XVI legislatura e della 2ª Commissione permanente (Giustizia) nella XVI. È stato coordinatore regionale del PdL in Sardegna dal 2008 al 2011 quando si dimise in seguito alla sconfitta del centrodestra al Comune di Cagliari con la vittoria di Massimo Zedda (SEL) e i forti contrasti con il Presidente della Regione Sardegna Ugo Cappellacci.
Il 20 dicembre 2012 lasciò il PdL per costituire al Senato il nuovo gruppo parlamentare del Centrodestra Nazionale (poi Fratelli d'Italia), del quale divenne vicecapogruppo.